# Pallanuoto ai campionati mondiali di nuoto 2015 - Torneo maschile
La XVI edizione del campionato mondiale di pallanuoto maschile si è svolto all'interno del programma dei Campionati mondiali di nuoto 2015 a Kazan', in Russia, dal 27 luglio all'8 agosto.
Le gare del torneo si sono svolte nell'impianto della Piscina Burevestnik per quanto riguarda la fase preliminare a gironi, e di una piscina provvisoria situata tra il Palazzo Acquatico e la Kazan' Arena per quanto riguarda la fase a eliminazione diretta.
Le squadre partecipanti sono sedici, in rappresentanza di tutte e cinque le confederazioni continentali aderenti alla FINA.

## Formula
La formula del torneo, dopo una variazione nella precedente edizione, è tornata quella del 2011. Le 16 partecipanti sono suddivise in quattro gironi preliminari, al termine dei quali le prime tre squadre hanno accesso alla fase a eliminazione diretta. Le prime di ogni girone vengono ammesse direttamente ai quarti di finale, mentre seconde e terze si scontrano a incroci in un turno preliminare.

## Squadre partecipanti
Africa
- Sudafrica

Americhe
- Argentina
- Brasile
- Canada
- Stati Uniti

Asia
- Cina
- Giappone
- Kazakistan

Europa
- Croazia
- Grecia
- Italia
- Montenegro
- Russia
- Serbia
- Ungheria

Oceania
- Australia

### Gruppo A
| Pos. | Squadra | Pt | G | V | N | P | GF | GS | DR  |
| ---- | ------- | -- | - | - | - | - | -- | -- | --- |
| 1.   | Croazia | 6  | 3 | 3 | 0 | 0 | 39 | 17 | +22 |
| 2.   | Canada  | 4  | 3 | 2 | 0 | 1 | 25 | 20 | +5  |
| 3.   | Brasile | 1  | 3 | 0 | 1 | 2 | 24 | 29 | -5  |
| 4.   | Cina    | 1  | 3 | 0 | 1 | 2 | 12 | 34 | -22 |

| # gara | Data      | Ora   | Gara    | Gara | Gara    |
| ------ | --------- | ----- | ------- | ---- | ------- |
| 1      | 27 luglio | 09:30 | Croazia | 12-7 | Canada  |
| 2      | 27 luglio | 10:50 | Brasile | 9-9  | Cina    |
| 15     | 29 luglio | 20:10 | Cina    | 2-8  | Canada  |
| 16     | 29 luglio | 21:30 | Croazia | 10-9 | Brasile |
| 21     | 31 luglio | 17:30 | Croazia | 17-1 | Cina    |
| 22     | 31 luglio | 20:10 | Brasile | 6-10 | Canada  |

### Gruppo B
| Pos. | Squadra     | Pt | G | V | N | P | GF | GS | DR |
| ---- | ----------- | -- | - | - | - | - | -- | -- | -- |
| 1.   | Grecia      | 6  | 3 | 3 | 0 | 0 | 37 | 31 | +6 |
| 2.   | Stati Uniti | 4  | 3 | 2 | 0 | 1 | 28 | 26 | +2 |
| 3.   | Italia      | 2  | 3 | 1 | 0 | 2 | 28 | 28 | 0  |
| 4.   | Russia      | 0  | 3 | 0 | 0 | 3 | 23 | 31 | -8 |

| # gara | Data      | Ora   | Gara        | Gara  | Gara        |
| ------ | --------- | ----- | ----------- | ----- | ----------- |
| 1      | 27 luglio | 12:10 | Grecia      | 11-10 | Italia      |
| 2      | 27 luglio | 18:50 | Stati Uniti | 7-6   | Russia      |
| 15     | 29 luglio | 18:50 | Russia      | 6-9   | Italia      |
| 16     | 29 luglio | 09:30 | Grecia      | 11-10 | Stati Uniti |
| 21     | 31 luglio | 18:50 | Grecia      | 15-11 | Russia      |
| 22     | 31 luglio | 21:30 | Stati Uniti | 11-9  | Italia      |

### Gruppo C
| Pos. | Squadra    | Pt | G | V | N | P | GF | GS | DR  |
| ---- | ---------- | -- | - | - | - | - | -- | -- | --- |
| 1.   | Ungheria   | 6  | 3 | 3 | 0 | 0 | 52 | 13 | +39 |
| 2.   | Kazakistan | 4  | 3 | 2 | 0 | 1 | 34 | 24 | +10 |
| 3.   | Sudafrica  | 2  | 3 | 1 | 0 | 2 | 17 | 37 | -20 |
| 4.   | Argentina  | 0  | 3 | 0 | 0 | 3 | 17 | 46 | -29 |

| # gara | Data      | Ora   | Gara       | Gara | Gara       |
| ------ | --------- | ----- | ---------- | ---- | ---------- |
| 1      | 27 luglio | 13:30 | Sudafrica  | 10-6 | Argentina  |
| 2      | 27 luglio | 18:50 | Ungheria   | 14-5 | Kazakistan |
| 15     | 29 luglio | 10:50 | Kazakistan | 15-7 | Argentina  |
| 16     | 29 luglio | 12:10 | Sudafrica  | 4-17 | Ungheria   |
| 21     | 31 luglio | 09:30 | Sudafrica  | 3-14 | Kazakistan |
| 22     | 31 luglio | 10:50 | Ungheria   | 21-4 | Argentina  |

### Gruppo D
| Pos. | Squadra    | Pt | G | V | N | P | GF | GS | DR  |
| ---- | ---------- | -- | - | - | - | - | -- | -- | --- |
| 1.   | Serbia     | 6  | 3 | 3 | 0 | 0 | 40 | 26 | +14 |
| 2.   | Australia  | 3  | 3 | 1 | 1 | 1 | 24 | 19 | +5  |
| 3.   | Montenegro | 3  | 3 | 1 | 1 | 1 | 29 | 26 | +3  |
| 4.   | Giappone   | 0  | 3 | 0 | 0 | 3 | 23 | 45 | -22 |

| # gara | Data      | Ora   | Gara      | Gara  | Gara       |
| ------ | --------- | ----- | --------- | ----- | ---------- |
| 1      | 27 luglio | 20:10 | Serbia    | 11-8  | Montenegro |
| 2      | 27 luglio | 21:30 | Giappone  | 4-10  | Australia  |
| 15     | 29 luglio | 13:30 | Australia | 5-5   | Montenegro |
| 16     | 29 luglio | 17:30 | Serbia    | 19-9  | Giappone   |
| 21     | 31 luglio | 12:10 | Serbia    | 10-9  | Australia  |
| 22     | 31 luglio | 13:30 | Giappone  | 10-16 | Montenegro |

## Fase finale

### Tabellone
|  | Playoff     | Playoff    |            |                  | Quarti di finale | Quarti di finale |          |                 | Semifinali      | Semifinali |  |  | Finale | Finale |
|  |             |            |            |                  |                  |                  |          |                 |                 |            |  |  |        |        |
|  |             |            |            |                  | 4 agosto         |                  |          |                 |                 |            |  |  |        |        |
|  | 2 agosto    |            |            |                  |                  |                  |          |                 |                 |            |  |  |        |        |
|  | Croazia     | 10         |            |                  |                  |                  |          |                 |                 |            |  |  |        |        |
|  | Croazia     | 10         | Kazakistan | 8                | 6 agosto         | 6 agosto         |          |                 |                 |            |  |  |        |        |
|  |             | Montenegro | Kazakistan | 8                | 6 agosto         | 6 agosto         | 4        |                 |                 |            |  |  |        |        |
|  | Montenegro  | Montenegro | 12         |                  | Croazia          | 15               | 4        |                 |                 |            |  |  |        |        |
|  | Montenegro  | 4 agosto   | 12         |                  | Croazia          | 15               |          |                 |                 |            |  |  |        |        |
|  | 2 agosto    | 2 agosto   |            | Grecia (rig.)    | 13               |                  |          |                 |                 |            |  |  |        |        |
|  | 2 agosto    | 2 agosto   | Grecia     | Grecia (rig.)    | 13               | 12               |          |                 |                 |            |  |  |        |        |
|  | Sudafrica   | 1          | Grecia     |                  |                  | 12               | 8 agosto | 8 agosto        |                 |            |  |  |        |        |
|  | Sudafrica   | 1          |            | Australia (rig.) | 11               |                  | 8 agosto | 8 agosto        |                 |            |  |  |        |        |
|  | Australia   | 17         |            | Australia (rig.) | 11               | Croazia          | 4        |                 |                 |            |  |  |        |        |
|  | Australia   | 17         | 4 agosto   |                  |                  | Croazia          | 4        |                 |                 |            |  |  |        |        |
|  | 2 agosto    | 2 agosto   |            | Serbia           | 11               |                  |          |                 |                 |            |  |  |        |        |
|  | 2 agosto    | 2 agosto   | Ungheria   | Serbia           | 11               | 7                |          |                 |                 |            |  |  |        |        |
|  | Canada      | 2          | Ungheria   | 6 agosto         | 6 agosto         | 7                |          |                 |                 |            |  |  |        |        |
|  | Canada      | 2          |            | 6 agosto         | 6 agosto         | Italia           | 8        |                 |                 |            |  |  |        |        |
|  | Italia      | 8          |            | Italia           | 6                | Italia           | 8        | Finale 3º posto | Finale 3º posto |            |  |  |        |        |
|  | Italia      | 8          | 4 agosto   | Italia           | 6                |                  |          | Finale 3º posto | Finale 3º posto |            |  |  |        |        |
|  | 2 agosto    | 2 agosto   |            | Serbia           | 10               |                  | 8 agosto | 8 agosto        |                 |            |  |  |        |        |
|  | 2 agosto    | 2 agosto   | Serbia     | Serbia           | 10               | 12               | 8 agosto | 8 agosto        |                 |            |  |  |        |        |
|  | Brasile     | 3          | Serbia     |                  |                  | 12               | Grecia   | 11              |                 |            |  |  |        |        |
|  | Brasile     | 3          |            | Stati Uniti      | 7                |                  | Grecia   | 11              |                 |            |  |  |        |        |
|  | Stati Uniti | 7          |            | Stati Uniti      | 7                | Italia (rig.)    | 9        |                 |                 |            |  |  |        |        |
|  | Stati Uniti | 7          |            |                  |                  | Italia (rig.)    | 9        |                 |                 |            |  |  |        |        |

#### Play off
| Arbitri: | Koganov Buch |

|                   |           |                                                            |
| Kudaba, Torakis 1 | Marcatori | 2: Giorgetti, Gitto 1: Velotto, Figlioli, Aicardi, Baraldi |

| Arbitri: | Margeta Alexandrescu |

|                             |           |                            |
| Gomes, Perrone, Guimarães 1 | Marcatori | 3: Mann 2: Cupido, Bonanni |

| Arbitri: | Peila Flahive |

|                                        |           |                                                            |
| Gubarev 3 Aksënov, Ukumanov 2 Ušakov 1 | Marcatori | 3: Brguljan, Janović 2: Radović, Ivović 1: Pasković, Jokić |

| Arbitri: | Ni Moller |

|           |           |                                                                          |
| Le Roux 1 | Marcatori | 4: Younger 3: Roach, Emery 2: Gilchrist, Martin 1: Campbell, Ford, Swift |

#### Quarti di finale
| Arbitri: | Koryzna Caputi |

|                                                                 |           |                         |
| Muslim 3 Bukić 2 Petković, Sukno, Paškvalin, Šetka, Obradović 1 | Marcatori | 3: Klikovac 1: Brguljan |

| Arbitri: | Margeta Putnikovic |

|                                                          |           |                                     |
| Genidounias, Fountoulis 2 Afroudakis, Kolomvos, Gounas 1 | Marcatori | 3: Younger 2: Roach 1: Power, Swift |

| Arbitri: | Alexandrescu Stavridis |

|                                                        |           |                                                                  |
| Dan. Varga 3 Erdélyi, Hosnyánszky, Den. Varga, Hárai 1 | Marcatori | 2: Di Fulvio, Luongo 1: Figlioli, Giorgetti, Presciutti, Baraldi |

| Arbitri: | Buch Peris |

|                                                                      |           |                                               |
| Pijetlović 4 Mandić, Nikić 2 Gocić, Aleksić, Filipović, Prlainović 1 | Marcatori | 2: Bonanni 1: Cupido, Samuels, Azevedo, Smith |

#### Semifinali
| Arbitri: | Alexandrescu Flahive |

|                                                     |           |                                                                            |
| Lončar, Muslim, Sukno, Obradović 2 Joković, Bukić 1 | Marcatori | 3: Vlachopoulos 2: Fountoulīs 1: Mylonakis, Afroudakīs, Mourikis, Kolomvos |

| Arbitri: | Margeta Koryzna |

|                                                    |           |                                                                            |
| Fondelli 2 Di Fulvio, Giorgetti, Luongo, Baraldi 1 | Marcatori | 3: Mitrović 1: Mandić, Gocić, Ćuk, Pijetlović, Aleksić, Jakšić, Prlainović |

#### Finale 3º/4º posto
| Arbitri: | Alexandrescu Koryzna |

|                                                          |           |                                                      |
| Vlachopoulos 3 Mylonakis, Afroudakīs, Mourikis, Gounas 1 | Marcatori | 2: Figlioli, Aicardi 1: Di Fulvio, Velotto, Fondelli |

### Finale
| Arbitri: | Margeta Stavridis |

|                               |           |                                                                                  |
| Sukno 2 Petković, Obradović 1 | Marcatori | 3: Prlainović 2: Ćuk 1: Mandić, Pijetlović, Aleksić, Jakšić, Filipović, Mitrović |

### Tabellone 5º- 8º posto
|  | 5º- 8º posto | 5º- 8º posto | 5º- 8º posto |          |            | 5º posto    | 5º posto    | 5º posto |  |
|  |              |              |              |          |            |             |             |          |  |
|  | Montenegro   | Montenegro   | 11           |          |            |             |             |          |  |
|  | Montenegro   | Montenegro   | 11           |          |            |             |             |          |  |
|  | Australia    | Australia    | 8            |          |            |             |             |          |  |
|  | Australia    | Australia    | 8            |          | Montenegro | Montenegro  | 10          |          |  |
|  |              |              |              |          | Montenegro | Montenegro  | 10          |          |  |
|  |              |              | Ungheria     | Ungheria | 9          |             |             |          |  |
|  | Ungheria     | Ungheria     | Ungheria     | Ungheria | 9          | 13          |             |          |  |
|  | Ungheria     | Ungheria     |              |          |            | 13          |             |          |  |
|  | Stati Uniti  | Stati Uniti  | 9            |          |            | 7º posto    | 7º posto    | 7º posto |  |
|  | Stati Uniti  | Stati Uniti  | 9            |          |            |             |             |          |  |
|  |              |              |              |          |            |             |             |          |  |
|  |              |              |              |          |            | Australia   | Australia   | 6        |  |
|  |              |              |              |          |            | Australia   | Australia   | 6        |  |
|  |              |              |              |          |            | Stati Uniti | Stati Uniti | 10       |  |

#### Semifinali
| Arbitri: | Buch Putnikovic |

|                                                                      |           |                                                  |
| Janović 4 Dar. Brguljan, Radović 2 Dra. Brguljan, Pasković, Ivović 1 | Marcatori | 2: Campbell, Cotterill, Younger 1: Roach, Martin |

| Arbitri: | Caputi Naumov |

|                                                                   |           |                                              |
| Hárai 4 Dén. Varga 3 Hosnyánszky, Dán. Varga 2 Madaras, Erdélyi 1 | Marcatori | 3: Azevedo, Bonanni 1: Cupido, Samuels, Mann |

#### Finale 7º/8º posto
| Arbitri: | Peris Buch |

|                                              |           |                                             |
| Younger 2 Campbell, Ford, Cotterill, Power 1 | Marcatori | 4: Azevedo 2: Bowen, Bonanni 1: Vavic, Mann |

#### Finale 5º/6º posto
| Arbitri: | Koganov Peila |

|                                                  |           |                                                               |
| Ivović 3 Pasković, Brguljan, Janović 2 Radović 1 | Marcatori | 2: Hárai, Hosnyánszky, Dán. Varga 1: Szivós, Dén. Varga, Bedő |

### Tabellone 9º- 12º posto
|  | 9º- 12º posto | 9º- 12º posto | 9º- 12º posto |         |               | 9º posto      | 9º posto   | 9º posto  |  |
|  |               |               |               |         |               |               |            |           |  |
|  | Canada        | Canada        | 9             |         |               |               |            |           |  |
|  | Canada        | Canada        | 9             |         |               |               |            |           |  |
|  | Kazakistan    | Kazakistan    | 7             |         |               |               |            |           |  |
|  | Kazakistan    | Kazakistan    | 7             |         | Canada (rig.) | Canada (rig.) | 12         |           |  |
|  |               |               |               |         | Canada (rig.) | Canada (rig.) | 12         |           |  |
|  |               |               | Brasile       | Brasile | 10            |               |            |           |  |
|  | Brasile       | Brasile       | Brasile       | Brasile | 10            | 16            |            |           |  |
|  | Brasile       | Brasile       |               |         |               | 16            |            |           |  |
|  | Sudafrica     | Sudafrica     | 5             |         |               | 11º posto     | 11º posto  | 11º posto |  |
|  | Sudafrica     | Sudafrica     | 5             |         |               |               |            |           |  |
|  |               |               |               |         |               |               |            |           |  |
|  |               |               |               |         |               | Kazakistan    | Kazakistan | 11        |  |
|  |               |               |               |         |               | Kazakistan    | Kazakistan | 11        |  |
|  |               |               |               |         |               | Sudafrica     | Sudafrica  | 7         |  |

#### Semifinali
| Arbitri: | Ivanovski Moller |

|                                                        |           |                                             |
| Conway 4 McElroy 2 Vikalo, Constantin-Bicari, Graham 1 | Marcatori | 3: Axenov 2: Gubarev 1: Pilipenko, Pekovich |

| Arbitri: | Ni Gaber |

|                                                                              |           |                                                  |
| Vrlic 5 Perrone 4 Delgado 2 Crivella, G. Gomes, B. Gomes, Rocha, Guimarães 1 | Marcatori | 1: E. Le Roux, Card, Jagga, P. Le Roux, Molyneux |

#### Finale 11º/12º posto
| Arbitri: | Toffoli Tahara |

|                                                 |           |                                     |
| Asenov 7 Gubarev, Shmider, Ukumanov, Medvedev 1 | Marcatori | 3: Le Roux 2: De Carvalho, Molyneux |

#### Finale 9º/10º posto
| Arbitri: | Koganov Salnichenko |

|                                                     |           |                                           |
| Kudaba, Conway 2 Constantin-Bicari, Boyd, McElroy 1 | Marcatori | 3: Delgado 2: Vrlic 1: Perrone, Guimarães |

### Tabellone 13º- 16º posto
|  | 13º- 16º posto | 13º- 16º posto | 13º- 16º posto |          |        | 13º posto | 13º posto | 13º posto |  |
|  |                |                |                |          |        |           |           |           |  |
|  | Cina           | Cina           | 11             |          |        |           |           |           |  |
|  | Cina           | Cina           | 11             |          |        |           |           |           |  |
|  | Russia (rig.)  | Russia (rig.)  | 14             |          |        |           |           |           |  |
|  | Russia (rig.)  | Russia (rig.)  | 14             |          | Russia | Russia    | 9         |           |  |
|  |                |                |                |          | Russia | Russia    | 9         |           |  |
|  |                |                | Giappone       | Giappone | 13     |           |           |           |  |
|  | Argentina      | Argentina      | Giappone       | Giappone | 13     | 6         |           |           |  |
|  | Argentina      | Argentina      |                |          |        | 6         |           |           |  |
|  | Giappone       | Giappone       | 14             |          |        | 15º posto | 15º posto | 15º posto |  |
|  | Giappone       | Giappone       | 14             |          |        |           |           |           |  |
|  |                |                |                |          |        |           |           |           |  |
|  |                |                |                |          |        | Cina      | Cina      | 16        |  |
|  |                |                |                |          |        | Cina      | Cina      | 16        |  |
|  |                |                |                |          |        | Argentina | Argentina | 9         |  |

#### Semifinali
| Arbitri: | Ivanovski Rezvani |

|                              |           |                                                           |
| Tan 4 Dong 3 Lu, Li, Zhang 1 | Marcatori | 2: Odincov, Stepanjuk, Cholod, Lisunov 1: Timakov, Nagaev |

| Arbitri: | Salnichenko Gaber |

|                        |           |                                                                          |
| Carabantes, Demarchi 3 | Marcatori | 4: Takei 2: Shiga, Iida 1: Adachi, Yanase, Shimizu, Yasuda, Okawa, Hazui |

#### Finale 15º/16º posto
| Arbitri: | Peila Tahara |

|                                                           |           |                               |
| 4: Dong 2: Li, Zhang, Liang 1: Lu, Tan, Hu, Li, Xie, Chen | Marcatori | 5: Yanez 2: Carabantes, Veich |

#### Finale 13º/14º posto
| Arbitri: | Kun Rezvani |

|                                                |           |                                                         |
| Byčkov 3 Bugajčuk, Stepanjuk 2 Ašaev, Nagaev 1 | Marcatori | 3: Okawa 2: Arai, Iida, Shimizu, Takei 1: Adachi, Hazui |

## Classifica finale
| Pos.    | Squadra     |
| ------- | ----------- |
| Oro     | Serbia      |
| Argento | Croazia     |
| Bronzo  | Grecia      |
| 4       | Italia      |
| 5       | Montenegro  |
| 6       | Ungheria    |
| 7       | Stati Uniti |
| 8       | Australia   |
| 9       | Canada      |
| 10      | Brasile     |
| 11      | Kazakistan  |
| 12      | Sudafrica   |
| 13      | Giappone    |
| 14      | Russia      |
| 15      | Cina        |
| 16      | Argentina   |

## Riconoscimenti
- Miglior giocatore:
- Miglior realizzatore:
- Miglior portiere:
- Formazione ideale: Josip Pavić ( Croazia), Duško Pijetlović ( Serbia), Alexandr Axenov ( Kazakistan), Francesco Di Fulvio ( Italia), Giannīs Fountoulīs ( Grecia), Petar Muslim ( Croazia), Aaron Younger ( Australia)